# Julien Tastet
Pour les articles homonymes, voir Tastet.

a Compétitions nationales et continentales officielles uniquement.

b Matchs officiels uniquement.
Dernière mise à jour le 20 juin 2025.
Julien Tastet, né le 27 janvier 1987 à Labastide-d'Armagnac (Landes), est un joueur français de rugby à XV jouant au poste de troisième ligne aile.
Il effectue toute sa carrière au Stade montois entre 2006 et 2020.

## Biographie
Julien Tastet est un joueur formé au Stade montois avec lequel il a commencé le rugby à l'âge de 10 ans. Il intègre l'équipe première en 2006 alors qu'elle joue en Pro D2. En 2008, il découvre le haut niveau en disputant des matchs dans le Top 14 et le Challenge européen.
En juin 2015, il est sélectionné dans l'équipe des Barbarians français pour participer à la tournée en Argentine et affronter les Pumas,.
Il met un terme à sa carrière de joueur en 2020, après quatorze saisons au niveau professionnel avec le Stade montois,.
Dans la foulée de la fin de sa carrière, il est nommé entraîneur du Stade montois, en binôme avec Rémi Talès.
Après quatre saisons à entraîner son club de toujours, il rejoint en 2024 le Stade français, où il prend en charge les avants sous la direction de l'Anglais Paul Gustard,.
Au bout d'une unique saison à Paris, il s'engage avec le Castres olympique, en tant qu'entraîneur des avants, à compter de la saison 2025-2026,.

## Statistiques en équipe nationale
- International -18 ans : 4 sélections, 1 essai en 2005 (Pays de Galles, Écosse, Angleterre, Irlande).
- International -19 ans :
  - 3 sélections, 1 essai en 2006 (Écosse, Angleterre, Pays de Galles).
  - Blessé contre le Pays de Galles (fissure de la rotule), il doit déclarer forfait pour le championnat du monde 2006 à Dubaï.